# Chirat-l'Église
Pour les articles homonymes, voir Chirat (homonymie).
Chirat-l'Église est une commune française située dans le département de l'Allier, en région Auvergne-Rhône-Alpes.

## Géographie
La commune de Chirat-l'Église occupe la partie septentrionale de la grande boucle que forme la Bouble en coulant vers le nord-est jusqu'au pont Pacaud et au confluent avec le Venant puis en redescendant vers le sud-ouest en direction de Chantelle. Le cours de la Bouble marque la limite communale sauf au sud-ouest et au sud-est. Seul le terroir de Banassat le Château se trouve sur la rive gauche de la Bouble. Au sud-ouest, le territoire de la commune englobe la lisière du Bois Mal, tandis qu'au sud-est, au-delà du vallon boisé du Belon, il est occupé par les bois qui entourent la grande clairière de Banassat la Ville.
La commune a la particularité de ne pas avoir de bourg-centre ; elle est constituée de nombreux villages, hameaux ou fermes isolées. La mairie est un bâtiment presque isolé, au bord de la route départementale 118, de même l'ensemble formé, un peu plus au nord par l'église, le cimetière et le vieux prieuré.
Ses communes limitrophes sont :
| Vernusse          | Target          |            |
|                   | Chirat-l'Église | Monestier  |
| Louroux-de-Bouble | Coutansouze     | Bellenaves |

### Climat
Pour des articles plus généraux, voir Climat d'Auvergne-Rhône-Alpes et Climat de l'Allier.
En 2010, le climat de la commune est de type climat océanique dégradé des plaines du Centre et du Nord, selon une étude du CNRS s'appuyant sur une série de données couvrant la période 1971-2000. En 2020, Météo-France publie une typologie des climats de la France métropolitaine dans laquelle la commune est exposée à un climat de montagne ou de marges de montagne et est dans la région climatique Ouest et nord-ouest du Massif Central, caractérisée par une pluviométrie annuelle de 900 à 1 500 mm, maximale en automne et en hiver.
Pour la période 1971-2000, la température annuelle moyenne est de 10,7 °C, avec une amplitude thermique annuelle de 15,7 °C. Le cumul annuel moyen de précipitations est de 765 mm, avec 9,9 jours de précipitations en janvier et 7,2 jours en juillet. Pour la période 1991-2020, la température moyenne annuelle observée sur la station météorologique de Météo-France la plus proche, « Echassières_sapc », sur la commune d'Échassières à 10 km à vol d'oiseau, est de 10,3 °C et le cumul annuel moyen de précipitations est de 847,3 mm,. Pour l'avenir, les paramètres climatiques de la commune estimés pour 2050 selon différents scénarios d'émission de gaz à effet de serre sont consultables sur un site dédié publié par Météo-France en novembre 2022.

## Urbanisme

### Typologie
Au 1er janvier 2024, Chirat-l'Église est catégorisée commune rurale à habitat très dispersé, selon la nouvelle grille communale de densité à 7 niveaux définie par l'Insee en 2022.
Elle est située hors unité urbaine et hors attraction des villes,.

### Occupation des sols

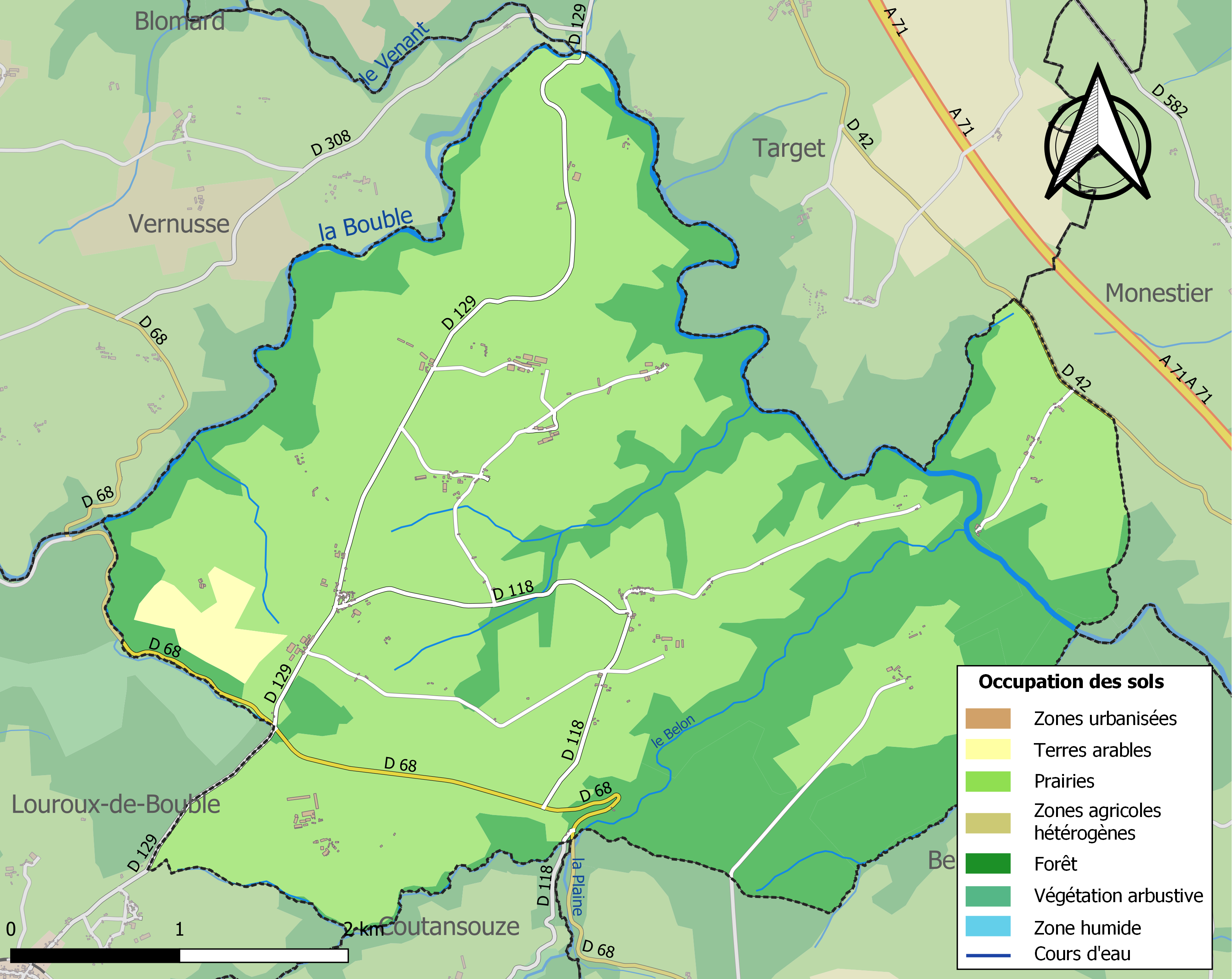
Carte des infrastructures et de l'occupation des sols de la commune en 2018 (CLC).

L'occupation des sols de la commune, telle qu'elle ressort de la base de données européenne d’occupation biophysique des sols Corine Land Cover (CLC), est marquée par l'importance des territoires agricoles (67 % en 2018), en diminution par rapport à 1990 (68 %). La répartition détaillée en 2018 est la suivante : prairies (65,5 %), forêts (33 %), terres arables (1,5 %).
L'IGN met par ailleurs à disposition un outil en ligne permettant de comparer l’évolution dans le temps de l’occupation des sols de la commune (ou de territoires à des échelles différentes). Plusieurs époques sont accessibles sous forme de cartes ou photos aériennes : la carte de Cassini (XVIIIe siècle), la carte d'état-major (1820-1866) et la période actuelle (1950 à aujourd'hui).

## Toponymie
Chirat en bourbonnais du Croissant, zone où se rejoignent et se mélangent la langue occitane et la langue d'oïl.

## Histoire
Durant l'Antiquité, le territoire de Ciracum faisait partie du territoire des Bituriges Cubes.
Au Moyen Âge, la paroisse de Chirat est le siège de l'importante seigneurie de Banassat.
La commune faisait partie du Berry médiéval avant de passer à la province de Bourbonnais d'époque moderne.
La paroisse faisait partie du diocèse de Bourges.

## Politique et administration
| Période                                  | Période                   | Identité          | Étiquette     | Qualité   |
| ---------------------------------------- | ------------------------- | ----------------- | ------------- | --------- |
| Les données manquantes sont à compléter. |                           |                   |               |           |
| mars 1971                                | mars 2001                 | Lucien Aufaure    | Apparenté PCF |           |
| mars 2001                                | juin 2012                 | André Theveniot   | PCF           |           |
| juin 2012                                | mars 2014                 | Nicolas Duboisset | PCF           |           |
| mars 2014                                | En cours (au 5 juin 2020) | Josiane Henry     |               | Retraitée |

Depuis le 1er janvier 2017, afin que les arrondissements du département « correspondent à une meilleure cohérence administrative et [à une] adaptation aux bassins de vie », la commune est retirée de l'arrondissement de Montluçon pour être rattachée à celui de Vichy.

## Population et société

### Démographie
Les habitants de la commune sont appelés les Chiratois et les Chiratoises.

L'évolution du nombre d'habitants est connue à travers les recensements de la population effectués dans la commune depuis 1793. Pour les communes de moins de 10 000 habitants, une enquête de recensement portant sur toute la population est réalisée tous les cinq ans, les populations de référence des années intermédiaires étant quant à elles estimées par interpolation ou extrapolation. Pour la commune, le premier recensement exhaustif entrant dans le cadre du nouveau dispositif a été réalisé en 2008.

En 2022, la commune comptait 128 habitants, en stagnation par rapport à 2016 (Allier : −1,38 %, France hors Mayotte : +2,11 %).
| 1793 | 1800 | 1806 | 1821 | 1831 | 1836 | 1841 | 1846 | 1851 |
| ---- | ---- | ---- | ---- | ---- | ---- | ---- | ---- | ---- |
| 525  | 300  | 512  | 525  | 499  | 500  | 513  | 541  | 499  |

| 1856 | 1861 | 1866 | 1872 | 1876 | 1881 | 1886 | 1891 | 1896 |
| ---- | ---- | ---- | ---- | ---- | ---- | ---- | ---- | ---- |
| 460  | 423  | 403  | 435  | 474  | 494  | 513  | 480  | 466  |

| 1901 | 1906 | 1911 | 1921 | 1926 | 1931 | 1936 | 1946 | 1954 |
| ---- | ---- | ---- | ---- | ---- | ---- | ---- | ---- | ---- |
| 458  | 472  | 469  | 384  | 364  | 359  | 335  | 303  | 291  |

| 1962 | 1968 | 1975 | 1982 | 1990 | 1999 | 2006 | 2008 | 2013 |
| ---- | ---- | ---- | ---- | ---- | ---- | ---- | ---- | ---- |
| 267  | 221  | 162  | 166  | 129  | 119  | 132  | 136  | 129  |

| 2018 | 2022 | - | - | - | - | - | - | - |
| ---- | ---- | - | - | - | - | - | - | - |
| 128  | 128  | - | - | - | - | - | - | - |

## Culture locale et patrimoine

### Lieux et monuments

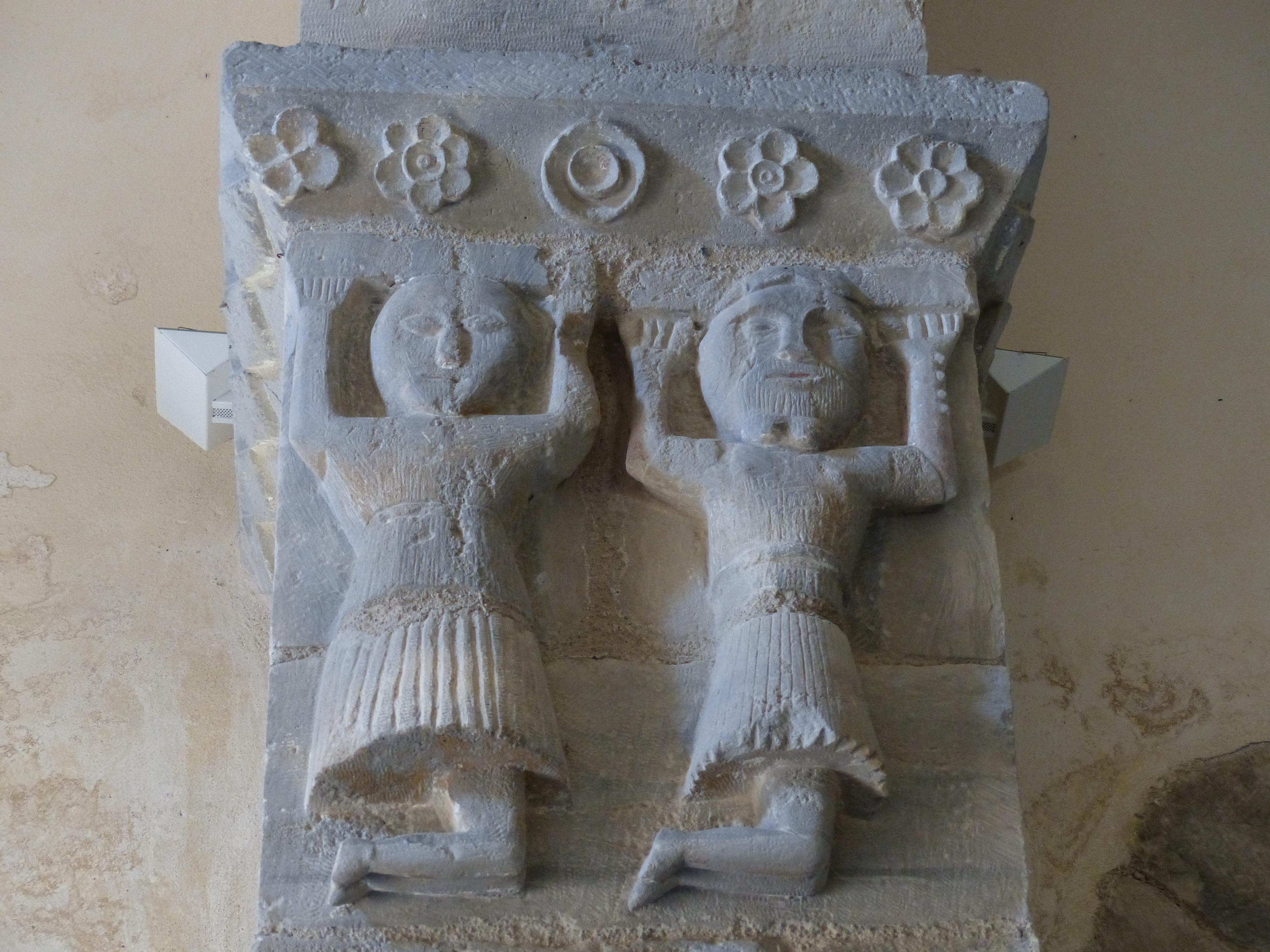
Imposte du pilastre de gauche en entrant : la prière.

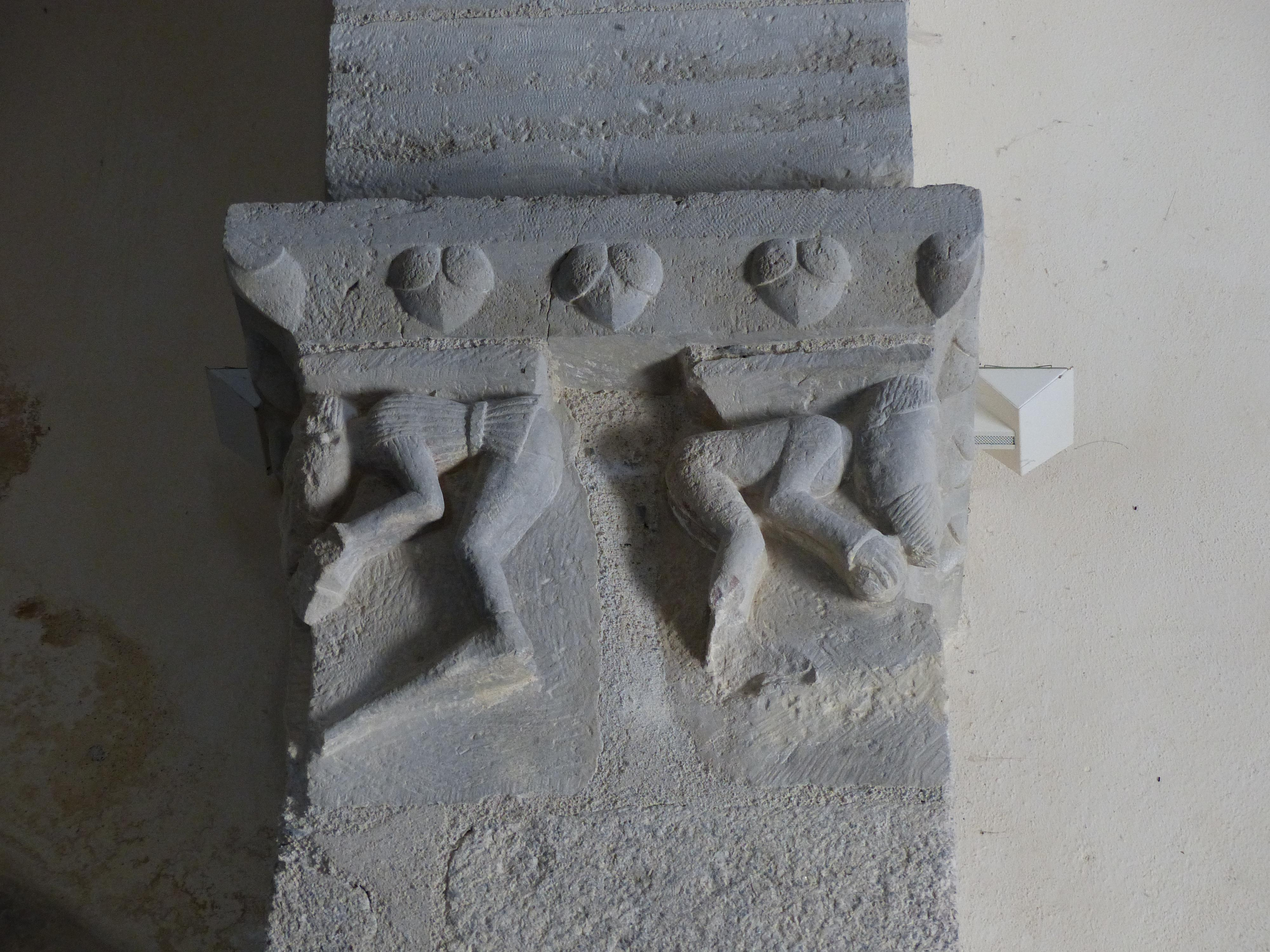
Imposte du pilastre de droite en entrant : la déroute des démons.

- Église Saint-Pierre-et-Saint-Étienne. Construite à la fin du XIe siècle, l'église de Chirat mêle style roman et style gothique. Grâce aux témoignages des prêtres consignés dans les registres paroissiaux, on dispose de renseignements précis sur la vie de cette commune depuis 1673. À l'intérieur, les pilastres sud et nord présentent des scènes opposant la déroute des démons au bien-fondé de la prière. Une porte de style Renaissance a été ajoutée au XVIe siècle, lors de la construction de la sacristie.
- Château de Banassat, monument historique.